# Au bout de nos rêves
Albums de Kids United
Forever United
(2017) L'Hymne de la vie
(2019)
Au bout de nos rêves est le quatrième album studio du groupe Kids United (et le premier de sa Nouvelle Génération) sorti le 17 août 2018 sur le label Play On,.
En France, l'album a débuté au numéro un,. En décembre 2018, il a été certifié disque de platine par le Syndicat national de l'édition phonographique.

## Liste des chansons
| No  | Titre                         | Durée |
| --- | ----------------------------- | ----- |
| 1.  | Le lion est mort ce soir      | 2:37  |
| 2.  | La Tendresse                  | 2:38  |
| 3.  | Ce n'est rien                 | 2:56  |
| 4.  | Au bout de mes rêves          | 3:18  |
| 5.  | Liberta                       | 3:35  |
| 6.  | La Ballade des gens heureux   | 3:57  |
| 7.  | L'Enfant au tambour           | 3:07  |
| 8.  | Mille colombes                | 3:18  |
| 9.  | Emmenez-moi                   | 3:43  |
| 10. | J'veux du soleil              | 2:46  |
| 11. | Poupée de cire, poupée de son | 2:25  |

### Édition Collector limitée
| No  | Titre                              | Durée |
| --- | ---------------------------------- | ----- |
| 12. | Pour changer le monde              | 2:54  |
| 13. | The lion sleeps tonight            | 2:36  |
| 14. | Waka Waka                          | 2:42  |
| 15. | J'ai 10 ans (en duo avec Aldebert) | 2:50  |

## Classements
| Classement (2018)            | Meilleure position |
| ---------------------------- | ------------------ |
| Belgique (Wallonie Ultratop) | 1                  |
| France (SNEP)                | 1                  |
| Suisse (Schweizer Hitparade) | 3                  |

### Classements annuels
| Classement (2018) | Meilleure position |
| ----------------- | ------------------ |
| France (SNEP)     | 36                 |

| Classement (2019) | Meilleure position |
| ----------------- | ------------------ |
| France (SNEP)     | 111                |